# Trapezites iacchoides
The Silver Studded Ochre Skipper (Trapezites iacchoides) là một loài bướm ngày thuộc họ Bướm nhảy. Loài này có ở vùng núi and dọc theo bờ biển của New South Wales, Queensland và Victoria.
Sải cánh dài khoảng 30 mm.
Ấu trùng ăn Lomandra longifolia.